# Памятник воинам-интернационалистам (Москва)
Памятник воинам-интернационалистам установлен в Москве на Поклонной горе в парке Победы.

## История
Монумент воинам-интернационалистам был создан на пожертвования организаций ветеранов афганской войны, на личные вклады воинов-интернационалистов при поддержке столичного правительства. Авторами памятника выступили скульпторы С. А. Щербаков и С. С. Щербаков, архитекторы Ю. П. Григорьев и С. Григорьев.
Памятник представляет собой четырёхметровую бронзовую фигуру молодого советского солдата в камуфляжной форме с каской в левой руке и автоматом в правой. Солдат изображён подошедшим к обрыву скалы и смотрящим вдаль. Фигура воина стоит на постаменте, выполненный из красного гранита. На постамент установлен бронзовый барельеф со сценой боя.
Открытие памятника состоялось 27 декабря 2004 г. и было приурочено к 25-летию годовщины введения советских войск в Афганистан. В церемонии открытия памятника приняли участие ветераны-афганцы, спецназовцы, штурмовавшие дворец Амина, представители ветеранских организаций.